# Bitka pri Mons Lactarius
Bitka pri Mons Lactarius, znana tudi kot bitka pod Vezuvom, ki se je dogajala med gotsko vojno oktobra 552 ali na začetku leta 553, je bila spopad med vojsko bizantinskega cesarja  Justinijana I. in italskimi Ostrogoti.
Po bitki pri Tagini, v kateri je bil ubit ostrogotski kralj Totila, je bizantinski general Narzes zasedel Rim in oblegal Cumae. Novi ostrogotski kralj Teja je zbral ostanke ostrogotske vojske in poskušal pomagati oblegancem. Njegova vojska je oktobra 552 ali na začetku leta 553 pri Mons Lactarius v Kampaniji v južni Italiji padla v Narsovo zasedo. V bitki, ki je trajala dva dni, je bil Teja ubit. Ostrogoti so izgubili vso oblast v Italiji. Ostanki Ostrogotov so se vrnili na sever in se naselili v sedanji južni Avstriji. Italijo so kmalu po bitki napadli Franki, vendar so bili poraženi. Apeninski polotok  je bil za nekaj časa ponovno vključen v Rimsko (Bizantinsko) cesarstvo.

## Vir
- J.B. Bury. History of the Later Roman Empire.